# Valea de Jos
Valea de Jos – wieś w Rumunii, w okręgu Bihor, w gminie Rieni. W 2011 roku liczyła 617 mieszkańców.